# Coppa Italia 2015-2016 (pallanuoto femminile)
La Coppa Italia 2015-2016 è stata la quinta edizione del trofeo organizzato dalla FIN. Il trofeo è stato assegnato tramite una Final Six con girone all'italiana disputatasi a Ostia tra l'11 e il 13 marzo 2016 ed è stato conquistato dal Bogliasco, al suo primo successo.
Il Plebiscito Padova era la squadra campione in carica.

## Squadre qualificate alla Final Six
- Plebiscito Padova
- Cosenza Nuoto

- Bogliasco
- Rapallo
- Prato Waterpolo
- Orizzonte CT

## Final Six
| Pos | Team              | G | V | D | P | GF | GS | GD  | Pts |
| --- | ----------------- | - | - | - | - | -- | -- | --- | --- |
| 1   | Bogliasco         | 5 | 4 | 1 | 0 | 40 | 26 | +14 | 13  |
| 2   | Rapallo           | 5 | 3 | 1 | 1 | 42 | 28 | +14 | 10  |
| 3   | Plebiscito Padova | 5 | 3 | 0 | 2 | 42 | 30 | +12 | 12  |
| 4   | Prato Waterpolo   | 5 | 2 | 0 | 3 | 43 | 37 | +6  | 6   |
| 5   | Cosenza Nuoto     | 5 | 2 | 0 | 3 | 35 | 39 | –4  | 6   |
| 6   | Orizzonte CT      | 5 | 0 | 0 | 5 | 24 | 66 | –42 | 0   |

| Squadra 1         | Risultato | Squadra 2         |
| ----------------- | --------- | ----------------- |
| Rapallo           | 7-7       | Bogliasco         |
| Plebiscito Padova | 8-7       | Prato Waterpolo   |
| Cosenza Nuoto     | 10-5      | Orizzonte CT      |
| Prato Waterpolo   | 3-6       | Rapallo           |
| Bogliasco         | 8-5       | Cosenza Nuoto     |
| Orizzonte CT      | 4-15      | Plebiscito Padova |
| Cosenza Nuoto     | 11-16     | Prato Waterpolo   |
| Bogliasco         | 11-2      | Orizzonte CT      |
| Plebiscito Padova | 6-7       | Rapallo           |
| Orizzonte CT      | 7-13      | Prato Waterpolo   |
| Rapallo           | 5-6       | Cosenza Nuoto     |
| Plebiscito Padova | 8-9       | Bogliasco         |
| Rapallo           | 17-6      | Orizzonte CT      |
| Bogliasco         | 5-4       | Prato Waterpolo   |
| Cosenza Nuoto     | 3-5       | Plebiscito Padova |